# Lithasia armigera
Lithasia armigera är en snäckart som först beskrevs av Thomas Say 1821.  Lithasia armigera ingår i släktet Lithasia och familjen Pleuroceridae. IUCN kategoriserar arten globalt som sårbar. Inga underarter finns listade i Catalogue of Life.